# Sergej Gorsjkov

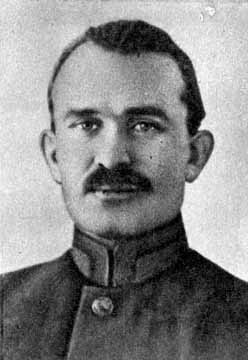
Gorsjkov in zijn tijd als admiraal van de Sovjetvloot.

Sergej Georgijevitsj Gorsjkov (Russisch: Сергей Георгиевич Горшков) (Kamjanets-Podilsky, gouvernement Podolië, 26 februari 1910 - Moskou, 13 mei 1988) was een officier van de marine van de Sovjet-Unie tijdens de Tweede Wereldoorlog en de Koude Oorlog. Hij wordt geprezen voor zijn historisch en strategisch inzicht en de opbouw van de marine tijdens zijn bewind als admiraal van de Sovjetvloot, de grootste vlootopbouw ooit tijdens vredestijd. Hij wordt vaak vergeleken met de Amerikaanse Alfred Thayer Mahan en de Duitse Alfred von Tirpitz.

## Carrière
Gorsjkov ging op 17-jarige leeftijd bij de marine waar hij een opleiding volgde aan de maritieme academie van Leningrad. Hij studeerde af in 1931 en diende lange tijd in de Zwarte Zeevloot. In 1941 werd hij de jongste admiraal ooit in de Sovjetvloot. In de Tweede Wereldoorlog gaf hij leiding aan het Azovflottielje en vanaf 1944 ook aan de Donauflottielje. Vanaf 1948 was hij chef-staf van de Zwarte Zeevloot tot hij in 1955 vice-opperbevelhebber van de marine werd. In 1956 volgde hij Nikolaj Koeznetsov op als opperbevelhebber nadat deze zijn post moest opgeven door een ruzie met maarschalk Georgi Zjoekov en onenigheid met Nikita Chroesjtsjov over de samenstelling van de Sovjetvloot.
Gorsjkov deelde Koeznetsovs mening dat de Sovjet-Unie een grote vloot van oppervlakteschepen met kruisers en vliegdekschepen nodig had. In de eerste periode na zijn aanstelling volgde hij echter Chroesjtsjovs visie dat de marine vooral moest bestaan uit een grote vloot onderzeeërs ondersteund door een vanaf land opererende luchtmacht uitgerust met anti-scheepsraketten aangevuld met kleine oppervlakteschepen. Zo waren zelfs de grootste geleidewapenkruisers van de Kynda-klasse (Project 58) kleiner dan de Amerikaanse torpedobootjagers uit die tijd. Toch was deze klasse de omslag voor de Sovjetmarine. Naarmate Gorsjkov de post langer in bezit had, liet Chroesjtsjov steeds grotere oppervlakteschepen toe. Nadat tijdens de Cubacrisis in 1962 bleek dat de Sovjetmarine geen enkele tegenstand kon bieden aan de Amerikaanse blokkade, gaf Chroesjtsjov toestemming voor de bouw van Kresta I-klasse (Project 1134 Berkoet) kruisers. Onder Brezjnev mocht Gorsjkov eindelijk de vloot bouwen die hij wilde. Dit resulteerde onder andere in 1970 in de eerste echte vliegdekschepen van de Sovjet-Unie, de Kiev-klasse (Project 1143) en in 1974 in de enorme kruisers van de Kirov-klasse (Project 1144.2).
Nadat Michail Gorbatsjov in 1985 aan de macht kwam en economische hervormingen doorvoerde was er echter geen geld meer voor de Gorsjkovs grote vloot. In december 1985 stelde hij Vladimir Tsjernavin aan als nieuwe opperbevelhebber van de marine.
Hij overleed te Moskou op 13 mei 1988 en ligt er begraven op de Novodevitsji-begraafplaats.
Bij het uiteenvallen van de Sovjet-Unie werd een groot deel van de vloot slecht of niet onderhouden zodat Gorsjkovs machtige vloot ten onder ging zonder ooit een schot gelost te hebben.